# Andrista
Andrista is een plaats (frazione) in de Italiaanse gemeente Cevo.